# Bundesstraße 80
Die Bundesstraße 80 (Abkürzung: B 80) ist eine deutsche Bundesstraße, die in West-Ost-Richtung durch die Landesmitte führt und Herstelle in Ostwestfalen über Niedersachsen und Thüringen mit Halle in Sachsen-Anhalt verbindet. Als bedeutende West-Ost-Verbindung wurde die B 80 nach der Wiedervereinigung weitgehend durch die Bundesautobahn 38 ersetzt, sodass vom ursprünglich 228 Kilometer langen Verlauf nur noch zwei Teilstücke als Bundesstraße gewidmet sind. Das westliche zuletzt im Jahr 2023 per Umwidmung um 4 Kilometer verlängerte Teilstück führt von Herstelle durch die Täler von Weser, Werra und Leine bis zur A 38 bei Arenshausen und ist 77 Kilometer lang. Das östliche Teilstück verbindet Eisleben und Halle in Sachsen-Anhalt und misst 29 Kilometer. Der dazwischenliegende Abschnitt wurde nach Fertigstellung der Autobahn zur Landesstraße herabgestuft.

## Geschichte
Auf dem Streckenabschnitt von Halle nach Eisleben entstand bereits im Jahr 1809 eine erste Chaussee. Diese wurde später mehrfach verlängert und zu einer Chaussee von Berlin nach Kassel ausgebaut. Im Jahre 1825 wurde der im Jahr zuvor begonnene Bau der Chaussee von Halle nach Eisleben beendet. Sie war streckenweise deckungsgleich mit der heutigen B 80, wich aber teilweise massiv davon ab. Diese alte Wegführung besaß Meilensteine in drei verschiedenen Formen: Obelisken an jeder vollen Meile (Aseleben, Helfta), große Glocken jede halbe Meile und kleine Glocken jede viertel Meile. Die Entfernungsangaben waren auf den Anfangspunkt Berlin sowie die jeweils nächstgelegenen Städte orientiert. Zudem wurde Chausseehäuser errichtet, die teils ebenfalls erhalten sind. Von Eisleben aus wurde die Chaussee über Sangerhausen, Nordhausen, Leinefelde und Heiligenstadt nach Kassel geführt, wie auch die noch erhaltenen Meilensteine zeigen.

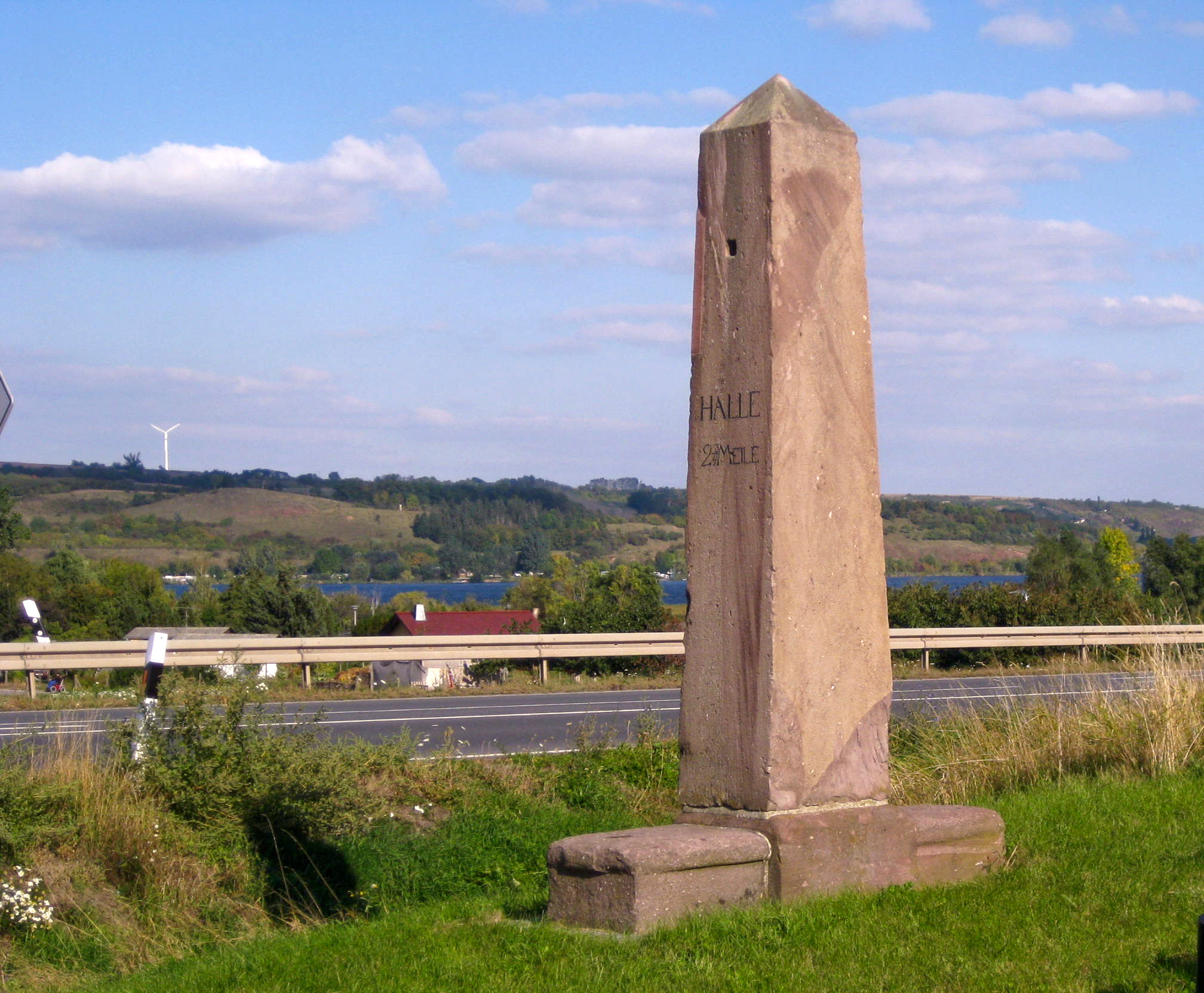
Ganzmeilenstein an der B 80 westlich bei Aseleben
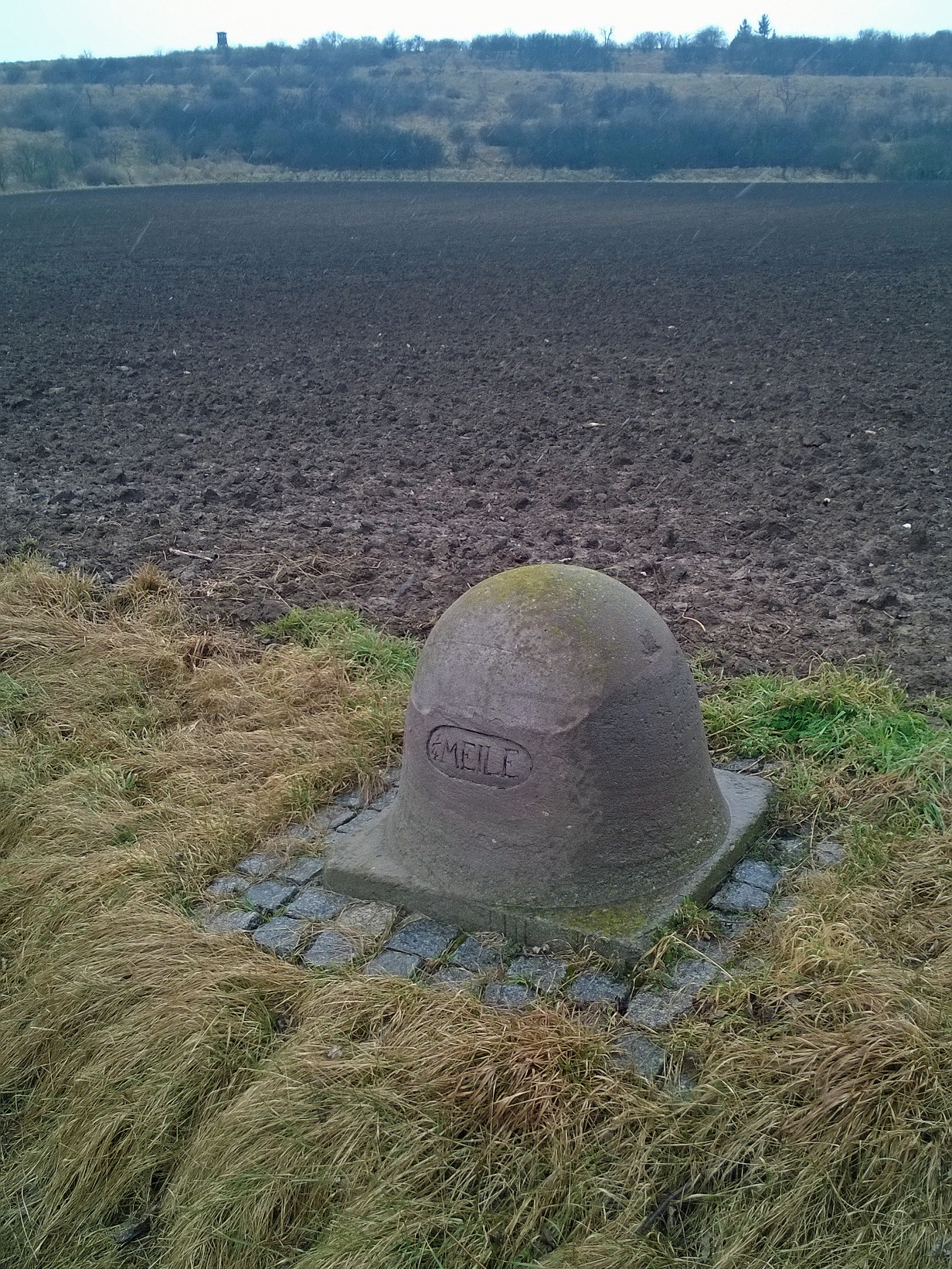
Viertelmeilenstein an der B 80 östlich bei Aseleben
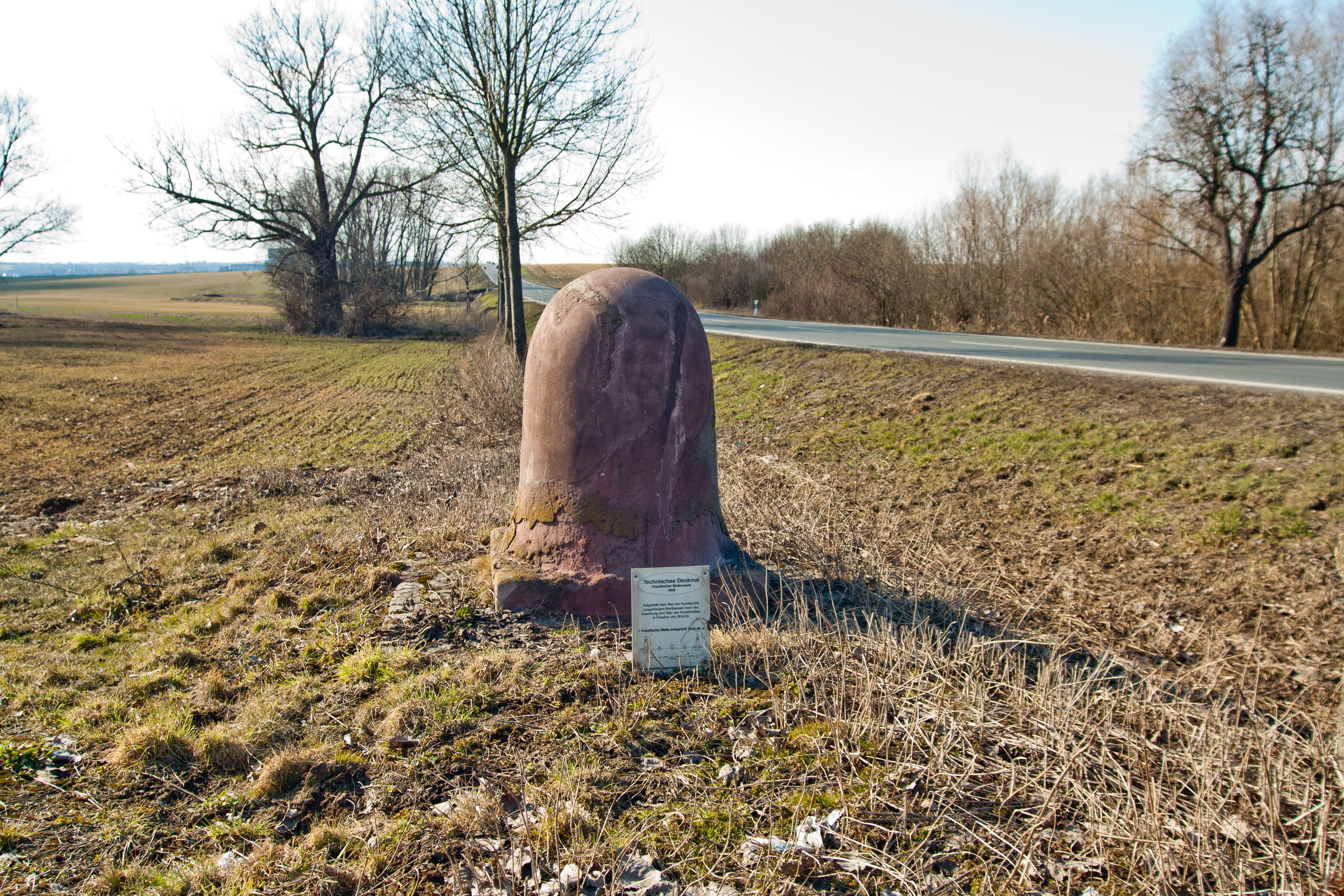
Halbmeilenstein an der B 80 westlich von Lüttchendorf
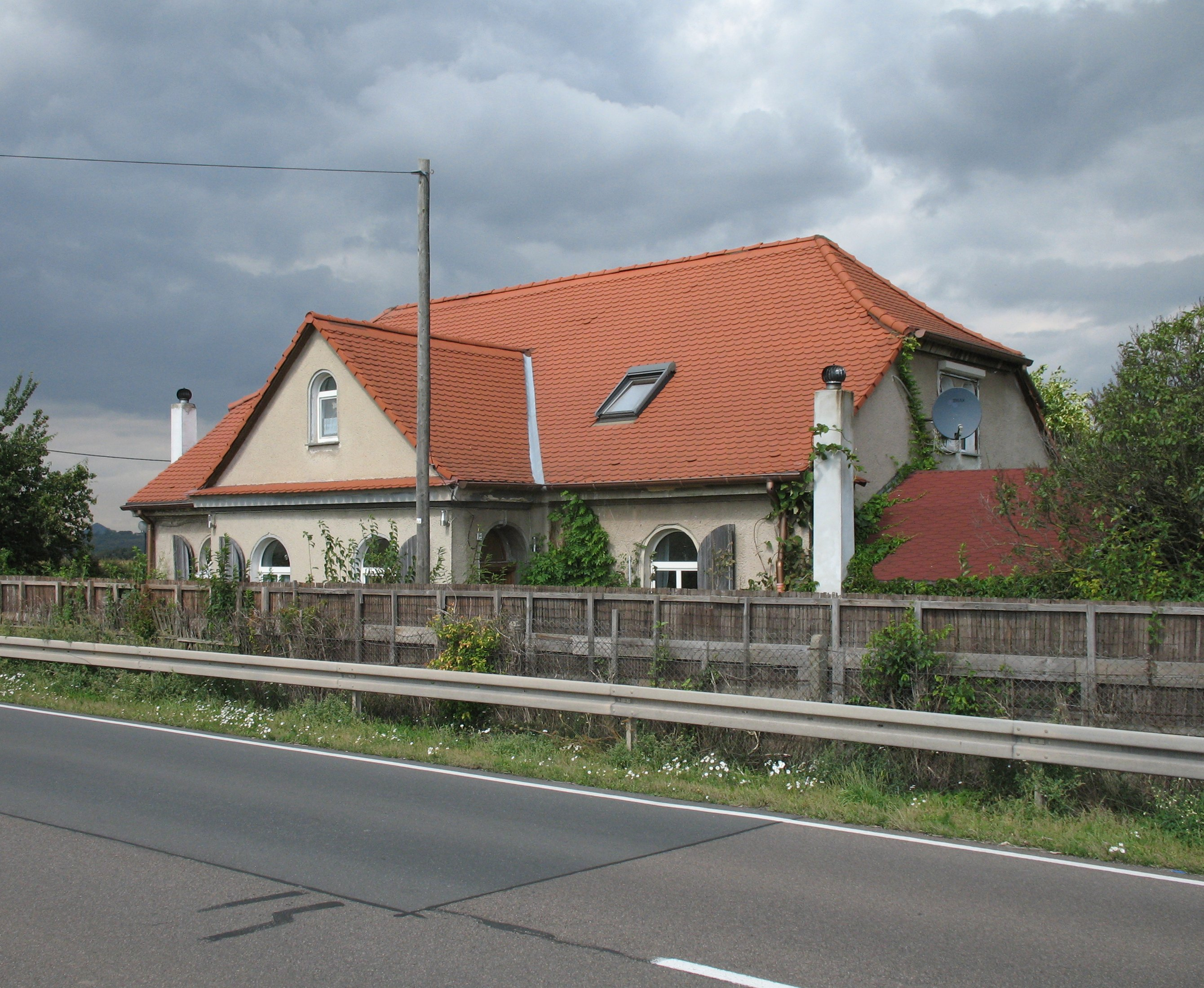
Chausseehaus an der B 80 östlich von Lüttchendorf

Aus der preußischen Staatschaussee wurde im frühen 20. Jahrhundert die Fernverkehrsstraße 80 (FVS 80), ab 1934 die Reichsstraße 80 und nach 1945 in der DDR die Fernverkehrsstraße (F 80) und in der BRD die Bundesstraße 80 (B 80). Mit der deutschen Einheit wurde aus der Fernverkehrsstraße 80 auf der gesamten Länge die Bundesstraße. Mit der Fertigstellung der teils in direkter Nähe verlaufenden Bundesautobahn 38 wurde größeren Teilen der Strecke – zwischen Eisleben und Arenshausen – dieser Status wieder entzogen, indem diese Abschnitte zu Landesstraßen herabgestuft wurden.

## Verlauf
Nach ihrem Beginn westlich des Ortsteils Herstelle der Stadt Beverungen erreicht die B 80 Bad Karlshafen, die nördlichste Stadt Hessens, die einen kleinen Hafen für die Weserschifffahrt besitzt. Wesertalstraße ist auch gleich der Beiname der B 80, während sie sich, immer am Fluss entlang, durch das Weserbergland nach Hann. Münden (45 km) schlängelt.
In der „Drei-Flüsse-Stadt“ Hann. Münden, wo Werra und Fulda zusammenfließen und die Weser bilden – trifft die B 80 auf die B 3, überquert für einige Kilometer die Landesgrenze nach Niedersachsen und führt nun entlang der Werra nach Witzenhausen (64 km), das wieder in Nordhessen liegt. Nun wendet sich die B 80 leicht nach Nordosten, verlässt die Werra und überquert nach sieben Kilometern die ehemalige innerdeutsche Grenze und jetzige Landesgrenze nach Thüringen und erreicht Arenshausen. An der ehemaligen Grenze wurde 2009 ein Hinweisschild zum 20-jährigen Jubiläum des Mauerfalls aufgestellt. Hinter Arenshausen erreicht die Straße die Bundesautobahn 38 und ist parallel zu dieser zwischen Arenshausen und Eisleben komplett zu Landesstraßen herabgestuft worden. Zwischen Werther und Nordhausen führte sie vor der Herabstufung über die Helme.
Vom Knoten mit der B 180 östlich von Eisleben an führt die B 80 am Süßen See vorbei bis nach Halle (Saale), der größten Stadt an der Strecke. Hier endet die B 80 mitten in der Innenstadt am Riebeckplatz und mündet in die B 6, die weiter nach Leipzig, Dresden und Görlitz führt, und in die B 91, die Halle mit Zeitz verbindet.
Die Gesamt-Streckenlänge der B 80 beträgt (mit dem Teilstück zwischen Arenshausen und Eisleben) 231 km.

## Verlaufsänderungen

### Abschnitt Arenshausen–Eisleben
Das Teilstück zwischen Arenshausen und Eisleben wurde nach Fertigstellung der A 38 zur Landesstraße L 3080 in Thüringen und zur L 151 in Sachsen-Anhalt umgewidmet. Die Straße führte früher durchs gesamte Eichsfeld und entlang dem gleichnamigen Naturpark über Heilbad Heiligenstadt (83 km) nach Leinefelde (97 km). Die B 80 verlief von dort aus weiter zwischen dem Ohmgebirge und der Hainleite bis zur alten thüringischen Domstadt Nordhausen am Rande des Südharzes (137 km). Hier traf sie auf die Bundesstraßen 4 und 243 und führte durch die Goldene Aue zur Landesgrenze nach Sachsen-Anhalt und entlang des Kyffhäuser-Gebirges nach Sangerhausen (175 km). Dahinter schloss sich das ehemalige Kupfererzbergbaurevier Mansfelder Land an, von dem viele Abraumhalden entlang der Strecke zeugen. Schließlich wurde die Lutherstadt Eisleben (195 km) erreicht.

### Abschnitt Eisleben–Halle

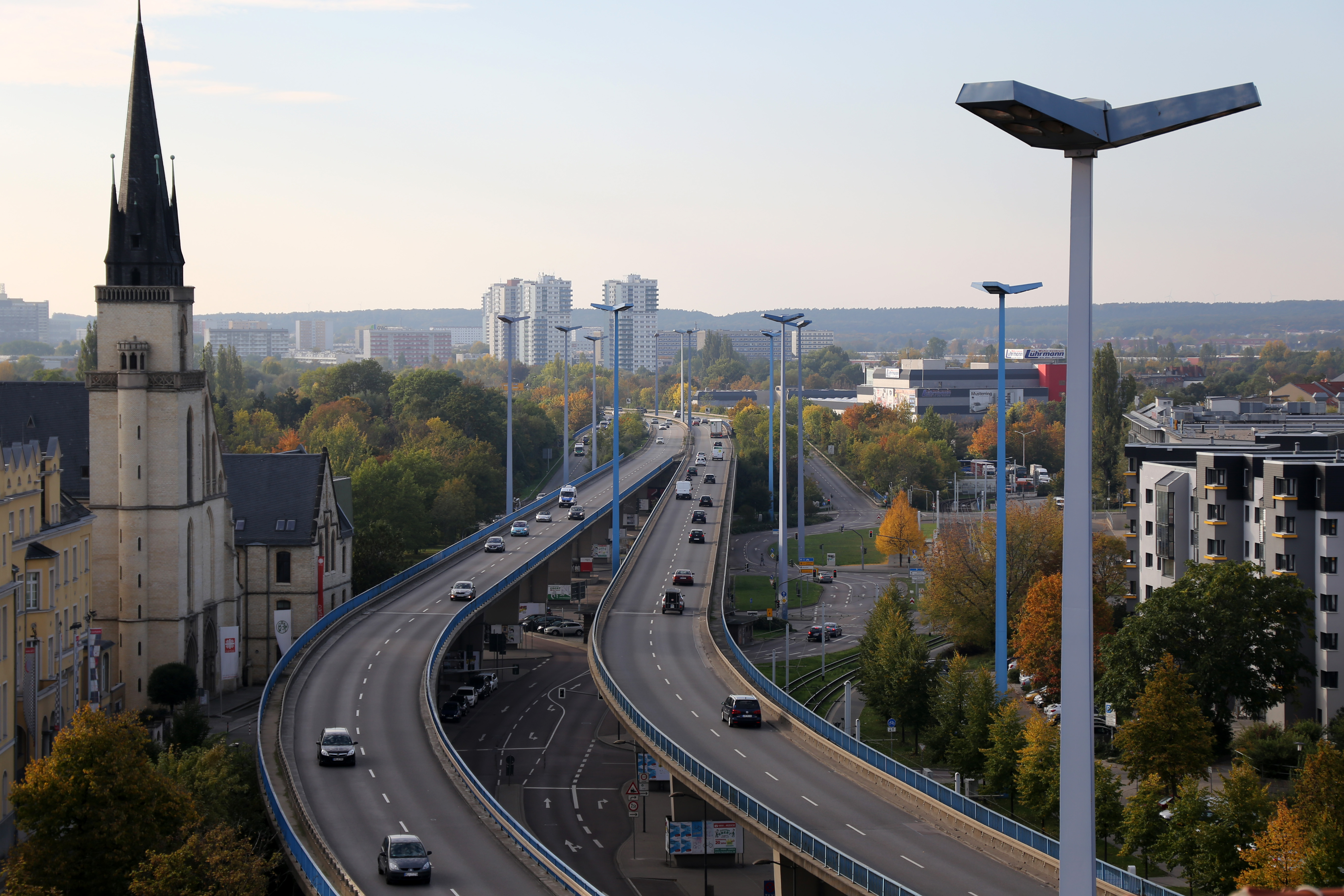
Die B 80 als Hochstraße in Halle

Der Verlauf der B 80 zwischen Eisleben und Halle wurde in der zweiten Hälfte des 20. Jahrhunderts grundlegend geändert. Ursprünglich führte die Straße in zweispuriger Ausführung von Eisleben über die Gemeinden Aseleben, Seeburg, Langenbogen, Bennstedt und Nietleben nach Halle, wo sie südlich des Riebeckplatzes in die heutige B 6 einmündete. Im Zuge der Planung für den Bau von Halle-Neustadt wurde dieses Stück mit einbezogen. Weite Teile der B 80 wurden in der Folge verlegt und der Abschnitt zwischen der Anschlussstelle Seeburg und Halle zu einer vierspurigen Schnellstraße ausgebaut. Zwischen Seeburg und Bennstedt wurde die neue Trassenführung rund einen Kilometer südlich der alten Strecke gebaut, so dass die B 80 die zuvor direkt an ihr liegenden Gemeinden komplett umgeht bzw. nur noch tangiert. Dieser Abschnitt gehörte einst zur Fläche des Salzigen Sees. Zwischen Bennstedt und Nietleben folgte man der alten Verbindung. Am Westrand Nietlebens wurde der Verlauf nach Südosten geändert und führt seit 1964 in einem Bogen südlich bzw. südöstlich an Halle-Neustadt vorbei, um dann als Teil der Magistrale (wichtigste Verbindung zwischen Altstadt und Neustadt von Halle) in östlicher Richtung die Saale zu überqueren. Als Hochstraße führt sie schließlich an den Franckeschen Stiftungen vorbei zum Riebeckplatz.